# Joel Ngetich
Joel Ngetich (* 2. Juni 1955) war ein kenianischer Sprinter und Mittelstreckenläufer.
Bei den Commonwealth Games 1978 in Edmonton erreichte er über 400 m das Halbfinale und siegte mit der kenianischen Mannschaft mit Washington Njiri, Daniel Kimaiyo und William Koskei in der 4-mal-400-Meter-Staffel.

## Bestzeiten
- 400 m: 46,40 s, 22. Juli 1978, Algier
- 800 m: 1:45,34 min, 6. Juni 1981, Eugene
- 1000 m: 2:17,34 min, 22. August 1982, Köln[2]